# Миклухо-Маклай, Артемий Дмитриевич
Арте́мий Дми́триевич Миклу́хо-Макла́й (1908, Малин, Киевская губерния, Российская империя — 1981[уточнить]) — советский геолог, исследователь Коми и Урала. Кандидат геолого-минералогических наук. Специалист в области стратиграфии, тектоники, петрографии и магматизма.

## Биография
Родился в 1908 году[уточнить] в городе Малин, Киевская губерния.
Приходился внучатым племянником великому путешественнику украинского происхождения Н. Н. Миклухо-Маклаю и родным внуком его брату Михаилу Миклухе. Был женат на Вере Дмитриевне Чехович. Отец ученого умер в блокадном Ленинграде 2 января 1942 года.
Учился в Горном институте в Ленинграде.
Работал на Дальнем Востоке, а после возвращения в северную столицу преподавал в родном ВУЗе.
Участвовал в войне с Финляндией.
В 1941 году снова уехал работать на Дальний Восток, но с началом войны вернулся в Ленинград, ушёл на фронт добровольцем (хотя как работник «Дальстроя» имел бронь). Был взят в плен в октябре 1941 года тяжело раненным при артиллерийском обстреле; вплоть до апреля 1945 года находился в разных лагерях для военнопленных в Прибалтике, а затем в Австрии. В самом конце войны бежал из лагеря, вышел к своим — но был арестован СМЕРШем и осужден на 10 лет лагерей.
В заключении и после него работал в Воркуте, в Коми и на Полярном Урале по специальности в «Печоруглегеологии», занимался научной деятельностью. Внес большой вклад в научную и практическую разработку Воркутинского угольного бассейна, геологоразведку и изучение оледенения, в лагере анализировал образцы горных пород, собранных на Полярном и Приполярном Урале. Освобожден 31 декабря 1954 года. В 1954—55 тяжело болел, но был поставлен на ноги врачами Воркуты.
В 1950-е—1970-е годы обследовал огромные территории на севере (в частности, по рекам Кожиму и Лемве), возглавлял партии и экспедиции, работал также в районе Ухты. Опубликовал книгу «Изверженные породы Печорского угольного бассейна» (1965).
В 1957 году был реабилитирован. На склоне лет вернулся в Ленинград.
Скончался в 1981 году[уточнить].
Похоронен в Санкт - Петербурге на кладбище Остров Декабристов вместе с отцом Дмитрием Сергеевичем Миклухо - Маклай, который скончался 02.01.1942г.